# ケシ属
ケシ属（ケシぞく、学名：Papaver）はケシ目ケシ科の属の1つ。
別名=ポピー

## 概要
60以上の種が知られ、アヘンを採取するケシや園芸用のヒナゲシも本属に含まれる。どれも草本でユーラシアやアフリカ、北アメリカの寒帯から温帯にかけて自生する一年生または多年生の植物である。なお種のほとんどは旧世界産であり、北アメリカに自生する種はごく僅かである。基本的に寒地性で耐霜性を有し、かなりの種が高山あるいは極北周域の寒帯、亜寒帯に分布する。
植物体に微毛の生えた種が多く、どの種も傷をつけると白い乳液を流す。この液にテバイン、コデイン、パパベリン、ロエアジンなどのアルカロイドが含まれており、その多くが薬用として人の役に立っている。その中でもっとも有名なアルカロイドがモルヒネであるが、モルヒネが含まれる種は本属中のケシ及びアツミゲシの僅か2種のみで、他の種にはまったく含まれていない。なお先進国ではこれらのアルカロイドはケシの乳液からでなく、刈り取った植物体を有機溶媒に浸すなどして化学的に抽出するのが一般的である。
学名 Papaver はラテン語でケシの意味だが、その由来については古代アッシリア語でのケシの乳液の呼び名から、ラテン語の粥の意、種子を頬張るときにする音から、などと様々な説がある。

## 生態
草丈は大きくなる種では最大1mぐらいにまで育ち、丈に比較してかなり大きな花を咲かせる。つぼみは開花までは下、またはうつむき加減にあり、開花と同時に2枚のがく片が落ち天頂を向く。花は壷のような形の太い雌しべのまわりに、まるで毛の生えたように雄しべが群生する。色は種にもよるが白、真紅からピンクまでの赤、黄、藤色と様々である。花弁はまるで薄い和紙のようで、縦に皺がよる。ふつう4弁花で種によっては5弁、6弁のものがある。野生種はどれも一重咲きだが、園芸種には八重咲きのものがある。
虫媒花であり受粉後に子房が膨らみ、俗に芥子坊主と呼ばれる独特の形の果実を実らせる。果実には微細な種子がぎっしり詰まっており、熟すと乾燥し、子房の柱頭に由来する部分の周辺部をぐるりと取り囲むように、点線状に割れ目が開く。果実が風で揺られるたびに、この割れ目から種子が遠心力で振り出され、遠方にまで飛び散る。
しばしば麦畑の雑草として麦類と共存して生育するが、痩せた土地を好み、肥えた土地には生えない。ゆえにイギリスでは、畑がケシで赤く染まるのは小作人の恥とされた時代があったほどである。種子は土壌が生育に適した状態になるまで長期間休眠することができ、24年間休眠していた例もある。どの種も例外なく植え替えを極端に嫌い、移植すると間もなく枯れる。

## 人間との関係

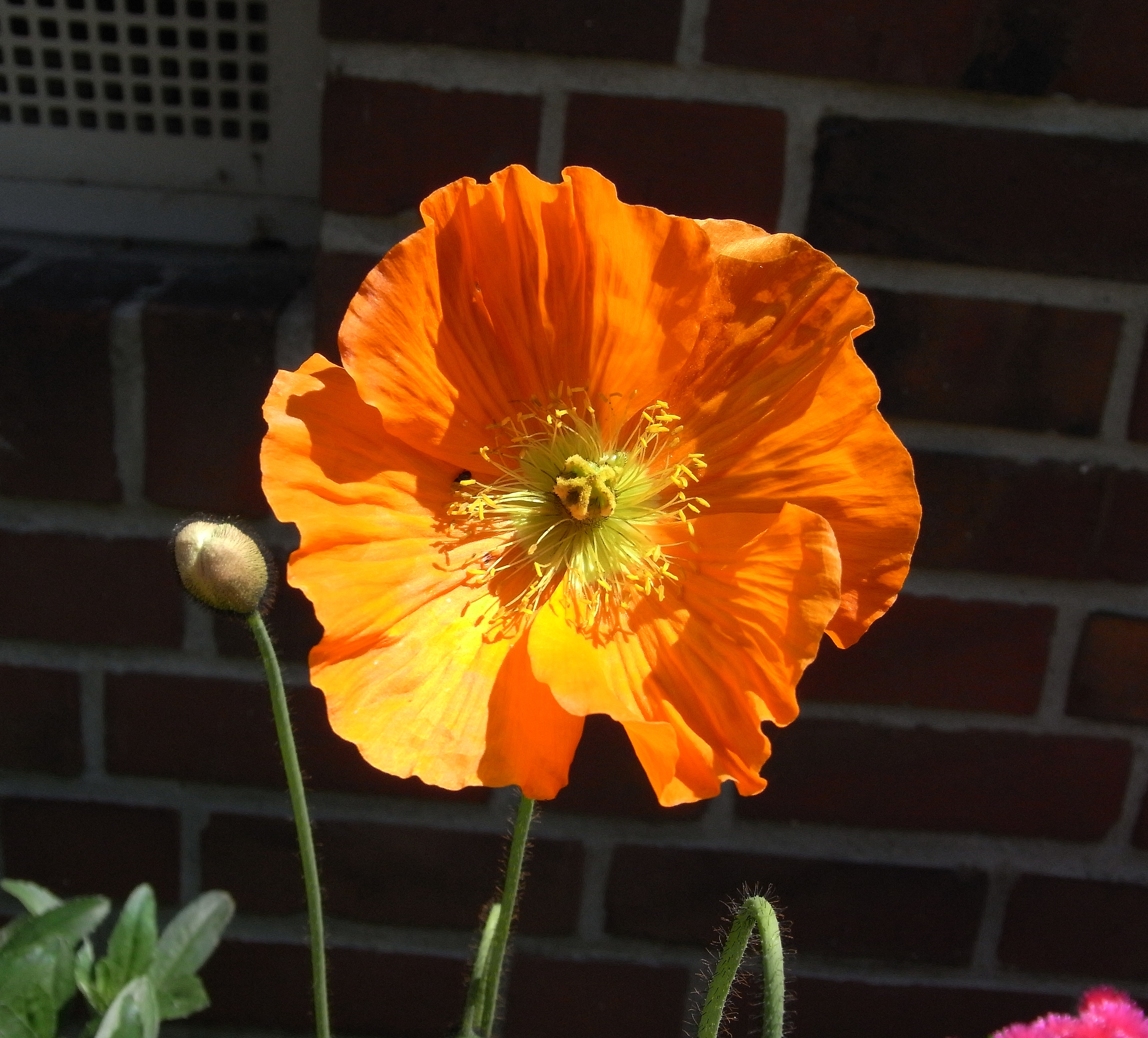

本属のなかでも特にケシは栽培植物としての歴史が古く、紀元前5000年にはメソポタミアで既に栽培されており、古代エジプトの王墓からも発見されている。ギリシャ神話では農耕を司る女神デメテルの象徴であり、同時に当時からモルヒネの鎮痛、鎮静作用が知られていた。
またヨーロッパには本属の種が多数自生しており、痩せた土地で簡単に栽培でき、大きな花を咲かせるのでそれらの多くが勧賞目的の園芸植物となった。土地の境界を示すために植えられることもあった。
日本には薬用植物として桃山時代から江戸時代初期にかけてケシがもたらされ、鎮痛剤用としてその当時から当局による厳重な管理下のもとに栽培されてきた。現在もこの姿勢は変わっていない。その他園芸用の種も江戸時代にもたらされた。
なお本属の種のうち、もともと日本に自生していたのは、北海道利尻島の利尻岳山頂付近に自生するリシリヒナゲシただ1種のみである。

## 日本国内で見られる主な種

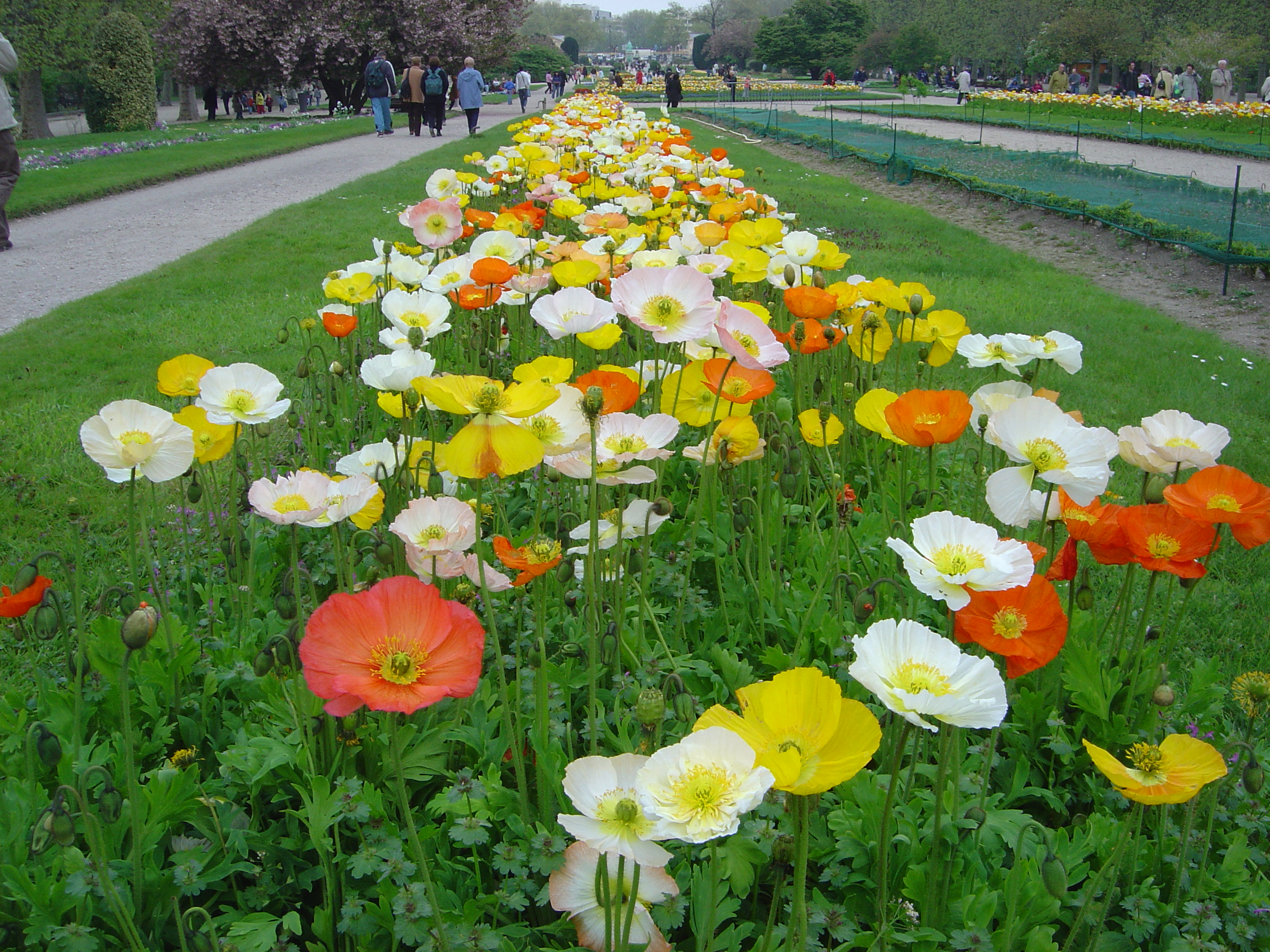
アイスランドポピー

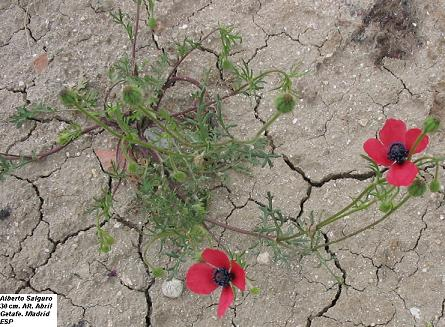
トゲミゲシ

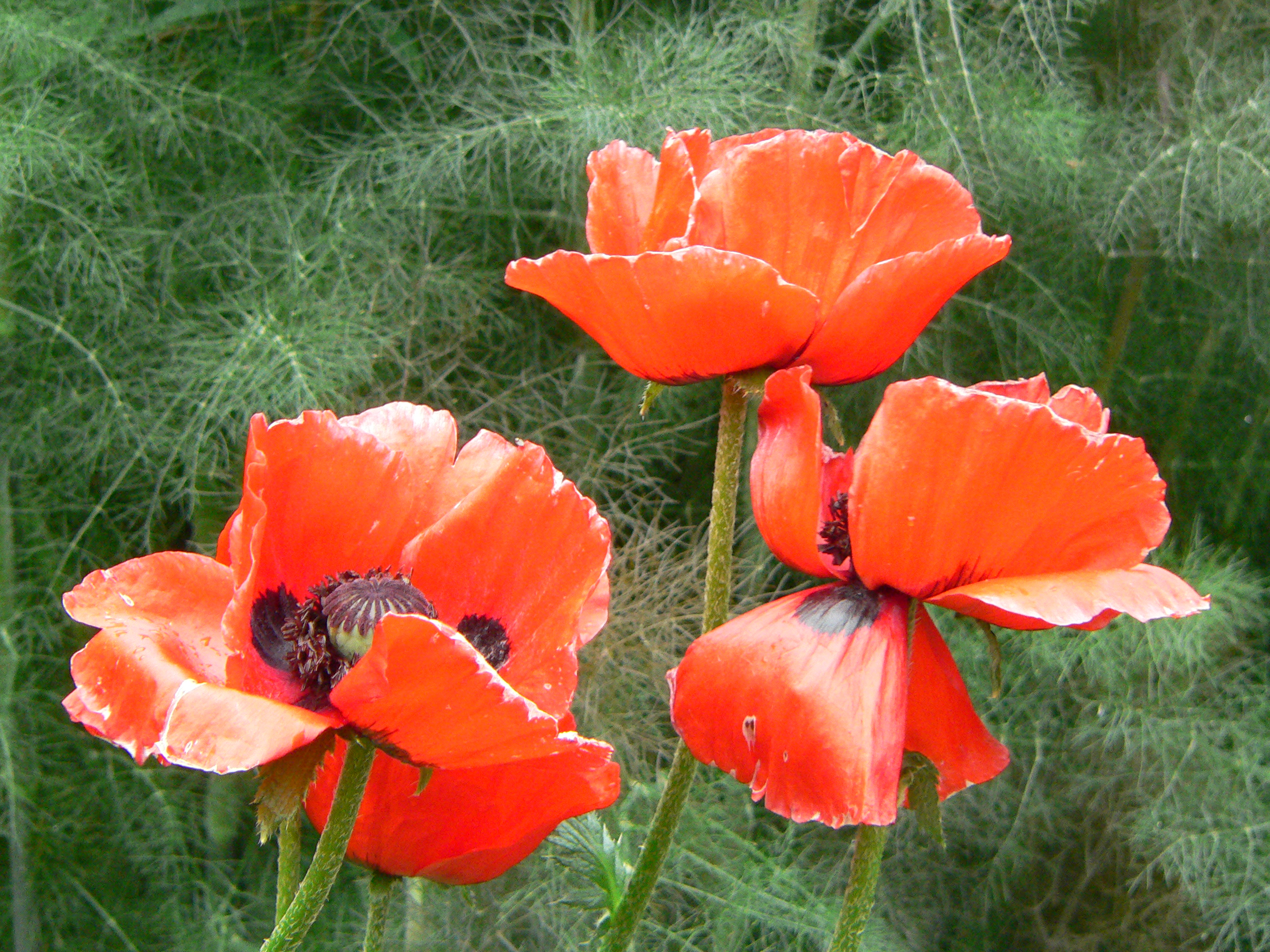
ハカマオニゲシ

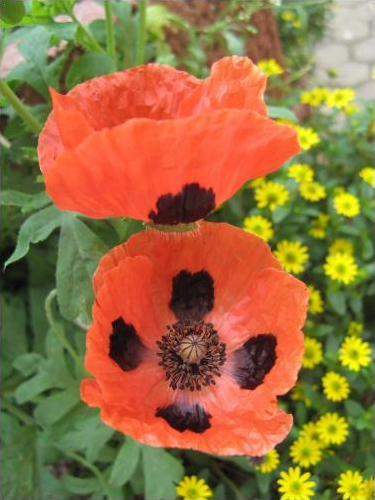
ピエロ

アツミゲシ
Papaver setigerum 英名：Wild poppy
あへん法規制対象のセティゲルム種だが、帰化植物として侵入、雑草化し事実上日本に定着している。
オニゲシ
Papaver orientale 英名：Oriental poppy
園芸種。オリエンタルポピーの名でも知られる。
ケシ
Papaver somniferum 英名：Opium poppy
あへん法規制対象のソムニフェルム種。日本で許可を得て栽培されているものは薬用だが、日本国外には園芸用の様々な品種がある。八重咲きの品種をボタンゲシとも呼ぶ。
シベリアヒナゲシ
Papaver nudicaule 英名：Iceland Poppy
園芸種。アイスランドポピーの名の方がよく知られている。一日花が多い他のケシ属と異なり、花が日持ちするので切り花や植栽によく利用される。日本の花屋でケシといえば通常は本種を指す。
タカネヒナゲシ
Papaver alpinum 英名：Dwarf Poppy
園芸種。ミヤマヒナゲシの別名がある。
チシマヒナゲシ
Papaver miyabeanum
リシリヒナゲシに似るが白花。日本では山野草として流通している。
トゲミゲシ
Papaver hybridum 英名：Round Pricklyhead Poppy
園芸種。一部は逸出して雑草化している。
ナガミヒナゲシ
Papaver dubium 英名：Long-headed Poppy, Blindeyes
帰化植物。雑草化しており各地の至るところで見られる。
ハカマオニゲシ
Papaver bracteatum
麻薬及び向精神薬取締法の規制対象種だが、日本国外では園芸種。
ヒナゲシ
Papaver rhoeas 英名：Common Poppy, Corn Poppy
園芸種。切り花にもよく用いられ、日本人にはもっとも馴染み深い種。虞美人草は本種を指す。
モンツキヒナゲシ
Papaver commutatum 英名：Flanders poppy, ladybird poppy
園芸種。日本ではピエロの園芸名で売られている。
リシリヒナゲシ
Papaver fauriei
もともと日本国内に自生する唯一の種で、花色は黄色。北海道利尻島の利尻岳山頂付近にのみ自生する高山植物で、暑さに弱い点はあるが、栽培しやすいので国内で山野草として流通している。